# Divisões administrativas em 1951
Nesta página encontrará referências aos acontecimentos directamente relacionados com a regiões administrativas ocorridos durante o ano de 1951.

## Eventos
- Fundação da cidade de Paranavaí, no Brasil.
- Fundação da cidade de Guaíra, no Brasil.
- A Líbia, colônia italiana, declara independência e proclama Idris I como rei.